# Deportes en los Juegos Centroamericanos y del Caribe
Los deportes en los Juegos Centroamericanos y del Caribe comprenden a los deportes disputados en los Juegos Olímpicos y Panamericanos. A partir de 2014, los Juegos Centroamericanos y del Caribe incluyeron 36 deportes. El número y tipo de eventos pueden cambiar dependiendo del calendario de cada una de la edición de los juegos.

## Programa actual en los Juegos Centroamericanos y del Caribe
| Deporte (Disciplina)   | 26 | 30 | 35 | 38 | 46 | 50 | 54 | 59 | 62 | 66 | 70 | 74 | 78 | 82 | 86 | 90 | 93 | 98 | 02 | 06 | 10 | 14 | 18 |
| Atletismo              | X  | X  | X  | X  | X  | X  | X  | X  | X  | X  | X  | X  | X  | X  | X  | X  | X  | X  | X  | X  | X  | X  | X  |
| Bádminton              |    |    |    |    |    |    |    |    |    |    |    |    |    |    |    | X  |    |    | X  | X  | X  | X  | X  |
| Baloncesto             | X  | X  | X  | X  | X  | X  | X  | X  | X  | X  | X  | X  | X  | X  | X  | X  | X  | X  | X  | X  | X  | X  | X  |
| Balonmano              |    |    |    |    |    |    |    |    |    |    |    |    |    |    |    |    | X  |    | X  | X  | X  | X  | X  |
| Béisbol                | X  | X  | X  | X  | X  | X  | X  | X  | X  | X  | X  | X  | X  | X  | X  | X  | X  | X  | X  | X  | X  | X  | X  |
| Boliche                |    |    |    |    |    | X  | X  |    |    |    |    |    |    |    |    | X  | X  | X  | X  | X  | X  | X  | X  |
| Boxeo                  |    |    | X  | X  | X  | X  | X  | X  | X  | X  | X  | X  | X  | X  | X  | X  | X  | X  | X  | X  | X  | X  | X  |
| Canotaje               |    |    |    |    |    |    |    |    |    |    |    |    |    |    |    | X  | X  |    | X  | X  | X  | X  | X  |
| Ciclismo               |    |    |    | X  | X  | X  | X  | X  | X  | X  | X  | X  | X  | X  | X  | X  | X  | X  | X  | X  | X  | X  | X  |
| Clavados               | X  | X  | X  | X  | X  | X  | X  | X  | X  | X  | X  | X  | X  | X  | X  | X  | X  |    | X  | X  | X  | X  | X  |
| Equitación             |    |    | X  | X  |    | X  | X  | X  |    |    |    |    |    |    | X  | X  | X  | X  | X  | X  | X  | X  | X  |
| Esgrima                | X  | X  | X  | X  | X  | X  | X  | X  | X  | X  | X  |    | X  | X  | X  | X  | X  | X  | X  | X  | X  | X  | X  |
| Esquí acuático         |    |    |    |    |    |    |    |    |    |    |    |    |    |    |    |    |    |    |    | X  | X  |    | X  |
| Fútbol                 |    | X  | X  | X  | X  | X  | X  | X  | X  | X  | X  | X  | X  | X  | X  | X  | X  | X  | X  | X  | X  | X  | X  |
| Gimnasia artística     |    |    |    |    | X  | X  | X  | X  |    |    | X  | X  | X  | X  | X  | X  | X  | X  | X  | X  | X  | X  | X  |
| Gimnasia en trampolín  |    |    |    |    |    |    |    |    |    |    |    |    |    |    |    |    |    |    |    |    | X  | X  | X  |
| Gimnasia rítmica       |    |    |    |    |    |    |    |    |    |    |    |    |    |    |    |    |    | X  | X  | X  | X  | X  | X  |
| Golf                   |    |    |    | X  | X  | X  | X  | X  |    |    |    |    |    |    |    |    |    |    |    |    |    | X  | X  |
| Hockey                 |    |    |    |    |    |    |    |    |    |    |    |    |    | X  | X  | X  | X  | X  | X  | X  | X  | X  | X  |
| Judo                   |    |    |    |    |    |    |    |    |    | X  | X  | X  | X  | X  | X  | X  | X  | X  | X  | X  | X  | X  | X  |
| Karate                 |    |    |    |    |    |    |    |    |    |    |    |    |    |    |    |    | X  | X  | X  | X  | X  | X  | X  |
| Levantamiento de pesas |    |    |    | X  | X  | X  | X  | X  | X  | X  | X  | X  | X  | X  | X  | X  | X  | X  | X  | X  | X  | X  | X  |
| Lucha                  |    |    | X  | X  | X  | X  | X  | X  | X  | X  | X  | X  | X  | X  | X  | X  | X  | X  | X  | X  | X  | X  | X  |
| Nado Sincronizado      |    |    |    |    |    |    |    |    |    |    |    | X  | X  | X  | X  | X  | X  | X  | X  | X  | X  | X  | X  |
| Natación               | X  | X  | X  | X  | X  | X  | X  | X  | X  | X  | X  | X  | X  | X  | X  | X  | X  | X  | X  | X  | X  | X  | X  |
| Patinaje               |    |    |    |    |    |    |    |    |    |    |    |    |    |    |    |    | X  |    | X  | X  | X  | X  | X  |
| Pelota vasca           |    |    |    | X  | X  |    |    |    |    |    |    |    |    |    |    |    |    |    |    |    |    | X  |    |
| Pentatlón moderno      |    |    |    |    |    |    |    |    |    |    |    |    |    |    |    |    |    |    | X  | X  | X  | X  | X  |
| Raquetbol              |    |    |    |    |    |    |    |    |    |    |    |    |    |    |    | X  | X  | X  | X  | X  | X  | X  | X  |
| Remo                   |    |    |    |    |    |    |    |    |    |    |    |    |    | X  | X  | X  | X  | X  | X  | X  | X  | X  | X  |
| Rugby 7                |    |    |    |    |    |    |    |    |    |    |    |    |    |    |    |    |    |    |    |    |    | X  | X  |
| Sóftbol                |    |    |    |    | X  |    |    |    |    |    |    | X  | X  | X  | X  | X  | X  | X  | X  | X  | X  | X  | X  |
| Squash                 |    |    |    |    |    |    |    |    |    |    |    |    |    |    |    |    |    |    | X  | X  | X  | X  | X  |
| Taekwondo              |    |    |    |    |    |    |    |    |    |    |    |    |    |    |    | X  | X  | X  | X  | X  | X  | X  | X  |
| Tenis                  | X  | X  | X  | X  | X  | X  | X  | X  | X  | X  |    | X  | X  | X  | X  | X  | X  | X  | X  | X  | X  | X  | X  |
| Tenis de mesa          |    |    |    |    |    |    |    |    |    |    |    |    |    | X  | X  | X  | X  | X  | X  | X  | X  | X  | X  |
| Tiro deportivo         | X  | X  | X  | X  | X  | X  | X  | X  | X  | X  | X  | X  | X  | X  | X  | X  | X  | X  | X  | X  | X  | X  | X  |
| Tiro con arco          |    |    |    |    |    |    |    |    |    |    |    |    |    | X  | X  | X  | X  | X  | X  | X  | X  | X  | X  |
| Triatlón               |    |    |    |    |    |    |    |    |    |    |    |    |    |    |    |    |    | X  | X  | X  | X  | X  | X  |
| Vela                   |    |    |    |    |    |    |    |    | X  | X  |    | X  |    | X  | X  | X  | X  | X  | X  | X  | X  | X  | X  |
| Voleibol               |    | X  | X  | X  | X  | X  | X  | X  | X  | X  | X  | X  | X  | X  | X  | X  | X  | X  | X  | X  | X  | X  | X  |
| Voleibol de playa      |    |    |    |    |    |    |    |    |    |    |    |    |    |    |    |    |    | X  | X  | X  | X  | X  | X  |
| Waterpolo              |    |    |    | X  | X  | X  | X  | X  | X  | X  | X  | X  | X  | X  | X  | X  | X  | X  | X  | X  | X  | X  | X  |
| ---------------------- | -- | -- | -- | -- | -- | -- | -- | -- | -- | -- | -- | -- | -- | -- | -- | -- | -- | -- | -- | -- | -- | -- | -- |

- Datos: Q48781520